# Jonas Offrell
Jonas Offrell, ursprungligen Pehrsson, född 1 januari 1803 i Undersviks socken, Gävleborgs län, död 9 november 1863 i Gamla Uppsala församling, Uppsala län, var en svensk präst.
Jonas Offrell föddes på Offerbergs gård i Undersviks socken i Hälsingland som son till nämndemannen Pehr Olsson och hans hustru Carin Pehrsdotter. 
1826 började han studera teologi vid Uppsala universitet. Hans examinator var bland andra Samuel Ödmann. Efter avslutade studier arbetade han som komminister i bland annat Älvkarleby och Gamla Uppsala.
Strax efter nyår 1835 kallades Offrell av brukspatron Johan Theodor Nordenadler att tjänstgöra vid kapellet på Högbo bruk. Man vet inte vad det var som inspirerade Jonas Offrell att konstruera en revolver. År 1837 satte han med ekonomisk hjälp av brukspatronen upp en verkstad. Sommaren 1839 ordnade man en provskjutning av Offrells revolver. Vid provskjutningen närvarade, förutom Offrell själv, två andra präster, bland andra C. O. Roos. Roos rapporterade om saken vid prästmötet 1865. Samtliga närvarande präster provsköt vapnet på en ö i Storsjön.
Vid samma tid som Samuel Colt, men oberoende av denne, konstruerade Offrell en snabbskjutande revolver. Offrell tog patent på "en snabbskjutningsmachine" 1841. Han ville få den svenska försvarsmakten att investera i revolvern och tillverka den i stor skala. Militären var inte intresserad, men Offrell fortsatte att arbeta med sin uppfinning. Han drog på sig stora skulder och gick i personlig konkurs 1863. Han avled samma år och gravsattes på Gamla Uppsala kyrkogård.
Ofrell bodde också i Tomterna, Undersviks socken. Han var gift med Karolina Rundblad (1810-1900).